# SuperM
SuperM (Хангыль: 슈퍼엠) — южнокорейская супергруппа, сформированная в 2019 году компаниями SM Entertainment и Capitol Music Group. Группа состоит из семи участников трёх других бой-бэндов SM: Тэмина из SHINee, Бэкхёна и Кая из EXO, а также Тэёна, Марка, Тэна и Лукаса из юнитов NCT: NCT 127, NCT Dream и WayV. Группа дебютировала 4 октября 2019 года с одноименным мини-альбомом.

## История

### 2019: Формирование и дебют
Все участники SuperM были собраны из существующих бой-бэндов под управлением SM Entertainment. Тэмин впервые дебютировал в составе Shinee в мае 2008 года. Бэкхён и Кай дебютировали в качестве членов Exo в апреле 2012 года. Тэён, Марк, Тэн дебютировали в качестве членов NCT в апреле 2016 года. Лукас дебютировал в феврале 2018 года в качестве нового члена NCT. Тэён и Марк были позже добавлены к южнокорейскому юниту NCT, NCT 127, в июле 2016 года, в то время как Тэн и Лукас были добавлены к китайскому юниту NCT, WayV, в январе 2019 года.
В 2019 году, до официального анонса дебюта SuperM, ходили слухи, что SM Entertainment планирует дебютировать в «K-pop Super Boy Band». 7 августа 2019 года председатель Capitol Music Group Стив Барнетт и основатель SM Entertainment Ли Су Ман официально объявили группу SuperM на Capitol Congress 2019. «M» в SuperM означает как матрицу, так и мастер, причём каждый участник уже является состоявшейся звездой в своих собственных группах. Ли описал группу как «Мстители K-pop», причём группа больше сосредоточилась на музыке, основанной на исполнении. Исполнительный директор SM A&R Крис Ли заявил, что группа работает около года и признал, что аналогия с «Мстителями» была подходящей, потому что, по его словам, «у каждого Мстителя есть своя группа, и у Железного человека есть свой собственный фильм, и у Тора есть свой собственный, но вместе у них есть ещё большая синергия, так что участники будут преследовать свои собственные карьеры и собственные группы, но также объединяться вместе с синергией — положительной».
Аудитория и последователи сначала имели смешанные мнения о проекте, причём некоторые поклонники с энтузиазмом восприняли дебют группы после выпуска первого тизера на Capitol Congress 2019, в то время как другие были обеспокоены тем, что SM Entertainment уделяет приоритетное внимание своим установленным группам, членам Exo, устанавливающим сольную карьеру до обязательной военной службы, и группа дебютировала в США, а не начала с корейских рекламных акций.
SuperM планирует продвигать свой дебютный альбом позже в США и в Южной Корее. Несколько тизеров группы были размещены в различных социальных сетях. Группа сняла своё дебютное музыкальное видео в Дубае в августе 2019 года. Альбом SuperM группы был выпущен 4 октября, с инструментальной частью одной из песен альбома, «I Can’t Stand the Rain», выпущенной 28 августа. Ведущий сингл SuperM, «Jopping», был выпущен вместе с музыкальным видео в тот же день, что и мини-альбом. Мини-альбом дебютировал на первом месте в альбомном чарте Billboard 200, с 168.000 эквивалентных единиц альбома на неделе, заканчивающуюся 10 октября.
SuperM провели свой дебютный концерт в Capitol Records Building в Лос-Анджелесе 5 октября и дебютировали на телевидении в Шоу Эллен Дедженерес 9 октября. Группа провела свой первый тур, «We Are The Future Live», с десятью выступлениями в Северной Америке с ноября 2019 по февраль 2020 года.

### 2020: «100», «Tiger Inside» иSuper One
SuperM стали первой группой из SM Entertainment, которые провели прямой онлайн-концерт в серии концертов, совместно организованных SM Entertainment и Naver на потоковом сервисе прямых концертов «Beyond LIVE». Концерт в прямом эфире прошёл 26 апреля.
В августе группа анонсировала свой дебютный альбом Super One, который выйдет в сентябре
14 августа SuperM выпустили первый предрелизный сингл «100».
26 августа SuperM получили премию мэра Сеула на выставке «Newsis K-Expo 2020», став первой наградой группы с момента их дебюта. Второй предрелизный сингл «Tiger Inside» был выпущен 1 сентября. «Tiger Inside» стал первой песней группы, попавшей в цифровой чарт Gaon.
25 сентября SuperM объявили о своем сотрудничестве с Marvel по выпуску ограниченной серии товаров, а также выпустили свой первый полноформатный альбом Super One вместе с видеоклипом на свой заглавный сингл «One (Monster & Infinity)». Альбом дебютировал на 2 строчке в чарте Billboard 200 альбомов с 104 000 эквивалентных единиц. Он стал вторым в тройке лучших после дебютного мини-альбома. 10 октября SuperM приняла участие в онлайн-мероприятии по защите психического здоровья The Big Event, организованном Всемирной организацией здравоохранения. Группа провела «Лучшие дни» во время мероприятия, которое транслировалось в прямом эфире на Facebook, Twitter, LinkedIn, YouTube и TikTok.

## Состав
| Сценический псевдоним | Настоящее имя          | Дата рождения | Группа                         | Позиция                                     | Гражданство      |
| --------------------- | ---------------------- | ------------- | ------------------------------ | ------------------------------------------- | ---------------- |
| Бэкхён                | Пён Бэк Хён            | 06.05.1992    | EXO                            | Лидер, главный вокалист                     | Республика Корея |
| Тэмин                 | Ли Тхэ Мин             | 18.07.1993    | SHINee                         | Главный танцор, главный вокалист            | Республика Корея |
| Кай                   | Ким Чон Ин             | 14.01.1994    | EXO                            | Главный танцор, вокалист                    | Республика Корея |
| Тэён                  | Ли Тхэ Ён              | 01.07.1995    | NCT; NCT U; NCT 127            | Главный рэпер, ведущий танцор               | Республика Корея |
| Тэн                   | Читтапон Личайяпорнкул | 27.02.1996    | NCT; NCT U; WayV               | Главный танцор, ведущий вокалист, саб-рэпер | Таиланд          |
| Лукас                 | Вон Юкхэй              | 25.01.1999    | NCT; NCT U; WayV               | Ведущий рэпер, танцор                       | Гонконг          |
| Марк                  | Марк Ли                | 02.08.1999    | NCT; NCT U; NCT 127; NCT Dream | Главный рэпер, ведущий танцор, саб-вокалист | Канада           |

## Дискография

### Студийный альбом
| Название  | Детали                                                                                   | Высшая позиция в чартах | Высшая позиция в чартах | Высшая позиция в чартах | Высшая позиция в чартах | Высшая позиция в чартах | Высшая позиция в чартах | Высшая позиция в чартах | Высшая позиция в чартах | Высшая позиция в чартах | Продажи                                                             |
| Название  | Детали                                                                                   | KOR                     | AUS                     | BEL (FL)                | CAN                     | FRA                     | JPN Dig.                | NZ                      | UK Dig.                 | US                      | Продажи                                                             |
| --------- | ---------------------------------------------------------------------------------------- | ----------------------- | ----------------------- | ----------------------- | ----------------------- | ----------------------- | ----------------------- | ----------------------- | ----------------------- | ----------------------- | ------------------------------------------------------------------- |
| Super One | - Релиз: 25 сентября 2020 - Лейбл: SM, Capitol - Формат: CD, цифровая загрузка, стриминг | TBA                     | 82                      | 175                     | 69                      | 73                      | 4                       | 40                      | 29                      | 2                       | - Китай: 37,988 - Япония: 3,597 - Япония: 250 (Физ.) - США: 111,000 |

### Мини-альбомы
| Название | Детали | Высшая позиция в чартах | Высшая позиция в чартах | Высшая позиция в чартах | Высшая позиция в чартах | Высшая позиция в чартах | Высшая позиция в чартах | Высшая позиция в чартах | Продажи                                                                            |
| Название | Детали | KOR                     | BEL (FL)                | CAN                     | FRA Dig.                | JPN                     | UK Dig.                 | US                      | Продажи                                                                            |
| -------- | --- | ----------------------- | ----------------------- | ----------------------- | ----------------------- | ----------------------- | ----------------------- | ----------------------- | ---------------------------------------------------------------------------------- |
| SuperM   | - Релиз: 4 октября 2019 - Лэйбл: SM Entertainment, Capitol Records - Формат: CD, LP, цифровая загрузка, стриминг | 3                       | 130                     | 38                      | 11                      | 7                       | 19                      | 1                       | - Республика Корея: 156,984 - Китай: 88,245 - Япония: 19,038 (Физ.) - США: 244,100 |

### Синглы
| Название                                                                                      | Год  | Высшая позиция в чартах | Высшая позиция в чартах | Высшая позиция в чартах | Высшая позиция в чартах | Высшая позиция в чартах | Высшая позиция в чартах | Высшая позиция в чартах | Высшая позиция в чартах | Продажи         | Альбом    |
| Название                                                                                      | Год  | KOR                     | KOR Hot.                | CAN                     | FRA Dig.                | JPN Hot.                | NZ Hot.                 | UK Dig.                 | US Bub.                 | Продажи         | Альбом    |
| --------------------------------------------------------------------------------------------- | ---- | ----------------------- | ----------------------- | ----------------------- | ----------------------- | ----------------------- | ----------------------- | ----------------------- | ----------------------- | --------------- | --------- |
| «Jopping»                                                                                     | 2019 | —                       | 84                      | 85                      | 140                     | 27                      | 24                      | 96                      | 25                      | - Япония: 1,885 | SuperM    |
| «100»                                                                                         | 2020 | —                       | —                       | —                       | —                       | 35                      | —                       | —                       | 7                       | - Китай: 71,780 | Super One |
| «Tiger Inside»                                                                                | 2020 | 142                     | 65                      | —                       | —                       | 69                      | —                       | —                       | 7                       | - Китай: 65,235 | Super One |
| «One (Monster & Infinity)»                                                                    | 2020 | —                       | —                       | —                       | —                       | —                       | —                       | —                       | 7                       |                 | Super One |
| «—» обозначает релизы, которые не попали в чарты или не были выпущенный на данной территории. |      |                         |                         |                         |                         |                         |                         |                         |                         |                 |           |

## Фильмография

### Телевизионные шоу
| Год  | Название               | Телеканал | Примечание           | Ссылки        |
| ---- | ---------------------- | --------- | -------------------- | ------------- |
| 2019 | SuperM — The Beginning | SBS       | Дебютное реалити-шоу | [ 63 ] [ 64 ] |
| 2020 | M-Topia                | Wavve     |                      | [ 65 ]        |
| 2020 | SuperM’s As We Wish    | tvN       |                      | [ 66 ] [ 67 ] |

### Музыкальные видео
| Название                   | Год  | Режиссёр                                    | Прим.  |
| -------------------------- | ---- | ------------------------------------------- | ------ |
| «Jopping»                  | 2019 | Woogie Kim                                  | [ 68 ] |
| «100»                      | 2020 | Woogie Kim                                  | [ 69 ] |
| «Tiger Inside»             | 2020 | Ён Су Квон                                  | [ 70 ] |
| «One (Monster & Infinity)» | 2020 | Paranoid Paradigm (VM Project Architecture) | [ 71 ] |

## Концерты и туры
- SuperM: We Are the Future Live (2019—2020)[22]

### Комментарии
1. ↑  "Jopping" did not enter the Gaon Digital Chart, but appeared at no. 108 on the component Download chart.[59]